# Gran Hermano VIP
Gran Hermano VIP (también conocido por las siglas GH VIP) es un programa de televisión del género reality show, producido por Zeppelin TV, donde durante varias semanas un grupo de concursantes famosos intenta superar las expulsiones que la audiencia decide periódicamente y así conseguir el premio final.
El formato fue creado por el neerlandés John de Mol y desarrollado por su productora, Endemol. Ha sido emitido en más de 70 países, reportando a la compañía audiovisual importantes beneficios.

## Formato
Un grupo de concursantes famosos, seleccionados de un casting previo al concurso, conviven en una casa diseñada para ello, en la que son grabados por cámaras y micrófonos durante las 24 horas del día. Los habitantes de la casa tienen totalmente prohibido cualquier tipo de contacto con el exterior, anulando también la televisión, la radio, internet, la música, los libros o cualquier objeto, entre otras cosas de menor importancia. Solo podrán recibir ayuda psicológica si ellos así lo desean. La duración del programa es de 3 meses aproximadamente.
Como obligación, los concursantes tienen diferentes tareas para mantener la casa limpia, y deben superar las pruebas semanales propuestas por la organización para obtener dinero para poder hacer la compra de comida semanal. Cada concursante recibe un presupuesto semanal para adquirir comida y otros productos, que variará según las realicen. Las pruebas son diseñadas para comprobar su capacidad de trabajo en equipo.
Cada semana, dentro de un proceso de votación, secreta, los concursantes dan los nombres de los compañeros que quieren ver fuera de la casa. Finalmente, los que obtienen la mayor puntuación son los nominados. Tras una semana de espera, se les comunica la decisión de la audiencia, que ha estado votando para decidir quién debe ser expulsado. En ese mismo instante, el concursante elegido debe abandonar la casa. Comienza entonces una entrevista en primicia para el programa. El último que permanezca en la casa será el ganador de una sustancial suma de dinero, la cual ha variado notablemente entre las diferentes versiones internacionales.
El programa es un éxito comercial en todo el mundo, a pesar de ser criticado, principalmente por el enfoque voyeurístico del formato: los concursantes acceden voluntariamente a ceder su privacidad a cambio de un premio. También es criticado porque es considerado como una adaptación errónea e irrespetuosa de la novela 1984 de George Orwell hecha con el único propósito del entretenimiento de grandes masas.

## Equipo

### Presentadores
| Temporada                 | Galas                | Límites              | Debates              | Resumen         |
| ------------------------- | -------------------- | -------------------- | -------------------- | --------------- |
| Gran Hermano VIP 1 (2004) | Jesús Vázquez        |                      | Carolina Ferre       | Jorge Fernández |
| Gran Hermano VIP 2 (2005) | Jesús Vázquez        | Jordi González       | Óscar Martínez       |                 |
| Gran Hermano VIP 3 (2015) | Jordi González       | Jordi González       | Raquel Sánchez Silva |                 |
| Gran Hermano VIP 4 (2016) | Jordi González       | Jordi González       | Sandra Barneda       | Lara Álvarez    |
| Gran Hermano VIP 5 (2017) | Jordi González       | Jordi González       | Sandra Barneda       | Lara Álvarez    |
| Gran Hermano VIP 6 (2018) | Jorge Javier Vázquez | Jorge Javier Vázquez | Sandra Barneda       | Lara Álvarez    |
| Gran Hermano VIP 7 (2019) | Jorge Javier Vázquez | Jorge Javier Vázquez | Jordi González       | Lara Álvarez    |
| Gran Hermano VIP 8 (2023) | Marta Flich          | Marta Flich          | Ion Aramendi         | Lara Álvarez    |

## Gran Hermano VIP 1(2004)
- 21 de enero de 2004 - 20 de marzo de 2004 (68 días).

Telecinco estrenó Gran Hermano VIP: El desafío, un concurso de telerrealidad basado en el conocido programa de la cadena privada, Gran Hermano, que contó con un elemento diferenciador: 12 personajes famosos como nuevos inquilinos de la casa de Guadalix de la Sierra.
Según Carullo, director de programación de Telecinco, al igual que en Gran Hermano, "se conservan las reglas de oro del reality: el aislamiento se mantendrá como norma absolutamente inquebrantable, habrá nominaciones entre los propios participantes y las expulsiones estarán a cargo del público, que tendrá que expresar su decisión a través de sus votos".
Las principales novedades de Gran Hermano VIP con respecto al formato original residen en que sus concursantes son personajes famosos, estarán divididos en dos grupos y las instalaciones de Guadalix de la Sierra también estarán divididas en dos para albergar una casa con un gran nivel de confort y otra con un equipamiento más austero. Además, cada semana los integrantes de ambos equipos se enfrentarán a un desafío: el grupo ganador disfrutará durante siete días de la casa más confortable, mientras que los perdedores deberán adaptarse a las estrecheces de la casa más austera.
No obstante, Roberto Ontiveros, director del programa, explicó que Gran Hermano VIP "nace directamente de Gran Hermano y, por tanto, seguirán la línea editorial y las tramas de contenido que han alimentado a Gran Hermano". "Nos interesan sobre todo las relaciones que existen entre seres humanos. La ventaja que tenemos en Gran Hermano VIP es que no tenemos que esperar mes y medio para conocer cómo son las personas que entran porque ya conocemos algo de ellas, pero no cómo son, cómo va a ser la relación entre ellos, qué les importa o qué les emociona".

### Concursantes
|                  |                  | Procedencia | Edad                               | Conocido por...          | Equipo              | Duración          | Galas nominado/a       | Información |
| ---------------- | ---------------- | ----------- | ---------------------------------- | ------------------------ | ------------------- | ----------------- | ---------------------- | ----------- |
|                  | Marlène Mourreau | París       | 34 años                            | Vedette, modelo y actriz | Famosos consagrados | 68 días           | 1.ª, 3.ª, 5.ª, 7.ª y F | Ganadora    |
| Juan Camus       | Cantabria        | 31 años     | Cantante, concursante de OT 2001   | Nuevos famosos           | 68 días             | 2.ª, 6.ª, 8.ª y F | 2.º finalista          |             |
| Rody Aragón      | Madrid           | 46 años     | Payaso y humorista                 | Famosos consagrados      | 68 días             | Final             | 3.er finalista         |             |
| Rosa García Caro | Guipúzcoa        | 35 años     | Locutora de radio                  | Famosos consagrados      | 68 días             | Final             | 4.ª finalista          |             |
| Carlos Orellana  | Buenos Aires     | 34 años     | Exmarido de Rosario Flores         | Nuevos famosos           | 61 días             | 4.ª, 6.ª y 8.ª    | 8.ª expulsión          |             |
| Marta López      | Zamora           | 30 años     | Concursante de Gran Hermano 2      | Nuevos famosos           | 54 días             | 7.ª               | 7.ª expulsión          |             |
| Flor Aguilar     | Cantabria        | 53 años     | Exmujer de José Luis López Vázquez | Nuevos famosos           | 47 días             | 6.ª               | 6.ª expulsión          |             |
| Coyote Dax       | Caracas          | 31 años     | Cantante                           | Famosos consagrados      | 40 días             | 5.ª               | 5.ª expulsión          |             |
| Íñigo González   | Sevilla          | 27 años     | Concursante de Gran Hermano 1      | Nuevos famosos           | 33 días             | 4.ª               | 4.ª expulsión          |             |
| Fabio Testi      | Verona           | 62 años     | Actor                              | Famosos consagrados      | 26 días             | 3.ª               | 3.ª expulsión          |             |
| Yolanda Mora     | Madrid           | 43 años     | Mujer de Lauren Postigo            | Nuevos famosos           | 17 días             | 2.ª               | 2.ª expulsión          |             |
| Ángela Carrasco  | Madrid           | 53 años     | Cantante y actriz de musicales     | Famosos consagrados      | 7 días              | 1.ª               | 1.ª expulsión          |             |

### Estadísticas semanales
|  |               | Gala 1 | Gala 1   | Gala 2         | Gala 3         | Gala 4         | Gala 5      | Gala 6       | Gala 7             | Gala 8         | Gala 9      | Final                 |
|  | ------------- | ------ | -------- | -------------- | -------------- | -------------- | ----------- | ------------ | ------------------ | -------------- | ----------- | --------------------- |
|  | Marlène       | Entra  | Nominada | Inmune         | Nominada       | Inmune         | Nominada    | Inmune       | Nominada           | Salvada        | Finalista   | Ganadora              |
|  | Juan          | Entra  | Inmune   | Nominado       | Inmune         | Salvado        | Inmune      | Nominado     | Salvado            | Nominado       | Finalista   | Segunda               |
|  | Rody          | Entra  | Salvado  | Inmune         | Salvado        | Inmune         | Salvado     | Inmune       | Salvado            | Salvado        | Finalista   | Tercero               |
|  | Rosa          | Entra  | Salvada  | Inmune         | Salvada        | Inmune         | Salvada     | Inmune       | Salvada            | Salvada        | Finalista   | Cuarta                |
|  | Carlos        | Entra  | Inmune   | Salvado        | Inmune         | Nominado       | Inmune      | Nominado     | Salvado            | Nominado       | Expulsado   |                       |
|  | Marta         | Entra  | Inmune   | Salvada        | Inmune         | Salvada        | Inmune      | Salvada      | Nominada           | Expulsada      |             |                       |
|  | Flor          | Entra  | Inmune   | Salvada        | Inmune         | Salvada        | Inmune      | Nominada     | Expulsada          |                |             |                       |
|  | Coyote        | Entra  | Salvado  | Inmune         | Salvado        | Inmune         | Nominado    | Expulsado    |                    |                |             |                       |
|  | Íñigo         | Entra  | Inmune   | Salvado        | Inmune         | Nominado       | Expulsado   |              |                    |                |             |                       |
|  | Fabio         | Entra  | Salvado  | Inmune         | Nominado       | Expulsado      |             |              |                    |                |             |                       |
|  | Yolanda       | Entra  | Inmune   | Nominada       | Expulsada      |                |             |              |                    |                |             |                       |
|  | Ángela        | Entra  | Nominada | Expulsada      |                |                |             |              |                    |                |             |                       |
|  |               |        |          |                |                |                |             |              |                    |                |             |                       |
|  | Eliminados    |        |          | Ángela 72,5 %  | Yolanda 67,3 % | Fabio 72,2 %   | Íñigo 53 %  | Coyote 66 %  | Flor 67,5 %        | Marta 72,7 %   | Carlos 52 % | Rosa Rody Juan 27,9 % |
|  | No eliminados |        |          | Marlène 27,5 % | Juan 32,7 %    | Marlène 27,8 % | Carlos 47 % | Marlène 34 % | Carlos Juan 32,5 % | Marlène 27,3 % | Juan 48 %   | Marlène 72,1 %        |

     Equipo de Famosos consagrados.
     Equipo de Nuevos famosos.

### Presentadores
Los presentadores de esta primera edición fueron:
- Jesús Vázquez: Galas semanales.
- Carolina Ferre: Debates.
- Jorge Fernández: Resúmenes diarios.

## Gran Hermano VIP 2(2005)
- 6 de enero de 2005 - 17 de marzo de 2005 (70 días).

Telecinco optó por encadenar Gran Hermano 6 con la segunda edición de su versión “VIP”. La idea del formato era que doce concursantes vivieran un encierro durante casi dos meses y lucharan por hacerse con un premio final de 60 000 euros.
Las características de esta edición fueron muy semejantes a la de la primera. No obstante, lo más difícil fue elaborar el casting ya que una de las principales sorpresas era que los concursantes entrasen en la casa sin saber con quién iban a tener que convivir, lo cual habría dado muchos problemas a sus responsables a la hora de convencer a los 12 famosos participantes, puesto que muchos de ellos se resistían a entrar sin saber con antelación el nombre del resto de famosos con los que iban a compartir techo, por temor a alguna encerrona.
Al igual que la temporada anterior, los concursantes formaron dos equipos que se enfrentaron durante las pruebas semanales, lo que les permitía vivir con todo lujo de comodidades si ganaban o, en el caso contrario, les conducía a una casa con menos comodidades en la que se tenían que repartir las tareas domésticas.

### Concursantes
|                       |                | Procedencia      | Edad                            | Conocido por... | Equipo  | Duración                     | Galas nominado/a       | Información |
| --------------------- | -------------- | ---------------- | ------------------------------- | --------------- | ------- | ---------------------------- | ---------------------- | ----------- |
|                       | Ivonne Armant  | Ciudad de México | 30 años                         | Actriz y modelo | Negro   | 70 días                      | 4.ª, 5.ª, 7.ª-10.ª y F | Ganadora    |
| Brito Arceo           | Tenerife       | 41 años          | Exárbitro de Primera División   | Negro           | 70 días | 3.ª, 5.ª, 6.ª, 9.ª, 10.ª y F | 2.º finalista          |             |
| Tontxu                | Vizcaya        | 32 años          | Cantante                        | Blanco          | 49 días | 5.ª-10.ª y F                 | 3.er finalista         |             |
| Rosario Mohedano      | Madrid         | 25 años          | Cantante                        | Blanco          | 66 días | 2.ª, 4.ª y 8.ª-10.ª          | 9.ª expulsión          |             |
| Adans Peres           | Islas Baleares | 29 años          | Exmarido de Estefanía de Mónaco | Blanco          | 63 días | 5.ª y 7.ª-9.ª                | 8.ª expulsión          |             |
| Isabel Pisano         | Montevideo     | 57 años          | Periodista, actriz y escritora  | Blanco          | 56 días | 5.ª, 6.ª y 8.ª               | 7.ª expulsión          |             |
| Jacqueline Aguilera   | Carabobo       | 28 años          | Modelo, Miss Mundo 1995         | Blanco          | 49 días | 2.ª, 6.ª y 7.ª               | 6.ª expulsión          |             |
| Lalo Maradona         | Buenos Aires   | 38 años          | Futbolista                      | Blanco          | 42 días | 6.ª                          | 5.ª expulsión          |             |
| King África           | Buenos Aires   | 33 años          | Cantante                        | Negro           | 35 días | 5.ª                          | 4.ª expulsión          |             |
| Martín Pareja-Obregón | Huelva         | 40 años          | Torero                          | Negro           | 28 días | 3.ª y 4.ª                    | 3.ª expulsión          |             |
| Adi Villaespesa       | Málaga         | 39 años          | Periodista                      | Negro           | 21 días | 3.ª                          | 2.ª expulsión          |             |
| Kiko Matamoros        | Madrid         | 48 años          | Representante artístico         | Blanco          | 15 días | 2.ª y 3.ª                    | Abandono               |             |
| Lara Rodríguez        | Sevilla        | 35 años          | Exempleada de Carmina Ordóñez   | Negro           | 14 días | 2.ª                          | 1.ª expulsión          |             |

### Estadísticas semanales
|  |               | Gala 1 | Gala 2   | Gala 3                               | Gala 4              | Gala 5                      | Gala 6                                                           | Gala 7                                      | Gala 8                     | Gala 9                             | Gala 10                            | Gala 11                           | Final                  |
|  | ------------- | ------ | -------- | ------------------------------------ | ------------------- | --------------------------- | ---------------------------------------------------------------- | ------------------------------------------- | -------------------------- | ---------------------------------- | ---------------------------------- | --------------------------------- | ---------------------- |
|  | Ivonne        | Entra  | Salvada  | Salvada                              | Nominada            | Nominada                    | Salvada                                                          | Nominada                                    | Nominada                   | Nominada                           | Nominada                           | Finalista                         | Ganadora               |
|  | Brito         | Entra  | Salvado  | Nominado                             | Salvado             | Nominado                    | Nominado                                                         | Salvado                                     | Salvado                    | Nominado                           | Nominado                           | Finalista                         | Segundo                |
|  | Tontxu        |        |          |                                      | Entra               | Nominado                    | Nominado                                                         | Nominado                                    | Nominado                   | Nominado                           | Nominado                           | Finalista                         | Tercero                |
|  | Rosario       | Entra  | Nominada | Salvada                              | Nominada            | Salvada                     | Salvada                                                          | Salvada                                     | Nominada                   | Nominada                           | Nominada                           | Expulsada                         |                        |
|  | Adans         | Entra  | Salvado  | Salvado                              | Salvado             | Nominado                    | Salvado                                                          | Nominado                                    | Nominado                   | Nominado                           | Expulsado                          |                                   |                        |
|  | Isabel        | Entra  | Salvada  | Salvada                              | Salvada             | Nominada                    | Nominada                                                         | Salvada                                     | Nominada                   | Expulsada                          |                                    |                                   |                        |
|  | Jacqueline    | Entra  | Nominada | Salvada                              | Salvada             | Salvada                     | Nominada                                                         | Nominada                                    | Expulsada                  |                                    |                                    |                                   |                        |
|  | Lalo          | Entra  | Salvado  | Salvado                              | Salvado             | Salvado                     | Nominado                                                         | Expulsado                                   |                            |                                    |                                    |                                   |                        |
|  | K.África      | Entra  | Salvado  | Salvado                              | Salvado             | Nominado                    | Expulsado                                                        |                                             |                            |                                    |                                    |                                   |                        |
|  | Martín        | Entra  | Salvado  | Nominado                             | Nominado            | Expulsado                   |                                                                  |                                             |                            |                                    |                                    |                                   |                        |
|  | Adi           | Entra  | Salvada  | Nominada                             | Expulsada           |                             |                                                                  |                                             |                            |                                    |                                    |                                   |                        |
|  | Kiko          | Entra  | Nominado | Nominado                             | Abandono            |                             |                                                                  |                                             |                            |                                    |                                    |                                   |                        |
|  | Lara          | Entra  | Nominada | Expulsada                            |                     |                             |                                                                  |                                             |                            |                                    |                                    |                                   |                        |
|  |               |        |          |                                      |                     |                             |                                                                  |                                             |                            |                                    |                                    |                                   |                        |
|  | Eliminados    |        |          | Lara 57 %                            | Adi 74,8 %          | Martín 61,7 %               | King 43,5 %                                                      | Lalo 43,1 %                                 | Jacqueline 69,9 %          | Isabel 62,9 %                      | Adans 36,9 %                       | Rosario 42,9 %                    | Tontxu 18 % Brito 20 % |
|  | No eliminados |        |          | Kiko 40 % Jacqueline 2 % Rosario 1 % | Brito Martín 25,8 % | Rosario 32,2 % Ivonne 6,1 % | Brito 25,5 % Tontxu 12,7 % Isabel 6,8 % Adans 6,8 % Ivonne 4,7 % | Jaqueline 36,2 % Brito Isabel Tontxu 20,7 % | Adans Ivonne Tontxu 30,1 % | Adans Ivonne Rosario Tontxu 37,1 % | Brito Ivonne Rosario Tontxu 63,1 % | Brito 39,6 % Ivonne Tontxu 17,5 % | Ivonne 62 %            |

     Equipo Blanco.
     Equipo Negro.

### Presentadores
Los presentadores de esta segunda edición fueron:
- Jesús Vázquez: Galas semanales.
- Jordi González: Debates.
- Óscar Martínez: Resúmenes diarios.

## Gran Hermano VIP 3(2015)
- 11 de enero de 2015 - 26 de marzo de 2015 (74 días).

A finales de octubre de 2014 saltó la noticia de que, diez años después de la última emisión, Telecinco planeaba estrenar una nueva edición de Gran Hermano VIP. Tras varios rumores, se hizo oficial por parte de la cadena durante la emisión de la final de Gran Hermano 15, confirmando a los primeros concursantes: Los Chunguitos.
A lo largo del mes de diciembre y comienzos de enero, la productora Zeppelin y la cadena Telecinco cerraron el casting de la tercera edición VIP del reality de convivencia. Una de las estrellas del programa fue Belén Esteban, colaboradora del magacín Sálvame. Asimismo, participaron otros rostros conocidos como Olvido Hormigos, Kiko Rivera o la participante más polémica de Gandía Shore, Ylenia Padilla. En total, fueron 12 los concursantes que convivieron durante alrededor de dos meses en la casa de Guadalix de la Sierra.
La tercera edición comenzó el 11 de enero de 2015 y estuvo presentada, por primera vez, por Jordi González. A su vez, fue la primera vez que el presentador titular se hizo cargo de las galas semanales y los debates. Además, la cadena programó una serie de especiales a lo largo de la semana en el access prime time de Telecinco, llamados GH VIP: Última hora, que corrieron de la mano de Raquel Sánchez Silva.
Esta edición contó con algunas novedades con respecto a sus antecesoras, siendo el premio la más importante. Los doce concursantes lucharon en la convivencia diaria por un premio de 100 000 euros.

### Concursantes
|                    |               | Procedencia | Edad                                | Conocido por...                | Duración                | Información       |
| ------------------ | ------------- | ----------- | ----------------------------------- | ------------------------------ | ----------------------- | ----------------- |
|                    | Belén Esteban | Madrid      | 41 años                             | Expareja de Jesulín de Ubrique | 74 días                 | Ganadora (67,9 %) |
| Aguasantas Vilches | Cádiz         | 22 años     | Exnuera de Raquel Bollo             | 74 días                        | 2.ª finalista (32,1 %)  |                   |
| Coman Mitogo       | Guipúzcoa     | 30 años     | Participante de Adán y Eva          | 74 días                        | 3.er finalista          |                   |
| Fede Rebecchi      | Italia        | 26 años     | Tronista de MyHyV                   | 73 días                        | 10.ª expulsión          |                   |
| Ángela Portero     | La Coruña     | 49 años     | Periodista                          | 42 días                        | 9.ª expulsión / Reserva |                   |
| Chari Lojo         | Cádiz         | 31 años     | Concursante de Gran Hermano 12      | 35 días                        | 8.ª expulsión / Reserva |                   |
| Ylenia Padilla     | Alicante      | 26 años     | Participante de Gandía Shore        | 53 días                        | 7.ª expulsión           |                   |
| Ares Teixidó       | Lérida        | 27 años     | Reportera y presentadora de TV      | 46 días                        | 6.ª expulsión           |                   |
| Israel Lancho      | Badajoz       | 35 años     | Torero                              | 39 días                        | 5.ª expulsión           |                   |
| Víctor Sandoval    | Barcelona     | 48 años     | Presentador de TV                   | 32 días                        | 4.ª expulsión           |                   |
| Laura Cuevas       | Cádiz         | 26 años     | Hija del mayoral de Cantora         | 25 días                        | 3.ª expulsión           |                   |
| Kiko Rivera        | Sevilla       | 30 años     | DJ y cantante                       | 16 días                        | Abandono                |                   |
| Sandro Rey         | Barcelona     | 47 años     | Vidente                             | 18 días                        | 2.ª expulsión           |                   |
| Olvido Hormigos    | Toledo        | 43 años     | Exconcejala del PSOE de Los Yébenes | 11 días                        | 1.ª expulsión           |                   |
| José Salazar       | Badajoz       | 57 años     | Cantantes de Los Chunguitos         | 4 días                         | Expulsión disciplinaria |                   |
| Juan Salazar       | Badajoz       | 60 años     | Cantantes de Los Chunguitos         | 4 días                         | Expulsión disciplinaria |                   |

### Estadísticas semanales
|               | Gala 1 | Gala 2      | Gala 3              | Gala 4                    | Gala 5       | DBT 4              | Gala 6                                                         | Gala 7                 | Gala 8                              | Gala 9                             | Gala 10                           | Gala 11                                 | Gala 12                       | Final                   | Final            |
| ------------- | ------ | ----------- | ------------------- | ------------------------- | ------------ | ------------------ | -------------------------------------------------------------- | ---------------------- | ----------------------------------- | ---------------------------------- | --------------------------------- | --------------------------------------- | ----------------------------- | ----------------------- | ---------------- |
| Belén         | Entra  | Salvada     | Salvada             | Salvada                   | Salvada      | Salvada            | Salvada                                                        | Nominada               | Salvada                             | Nominada                           | Salvada                           | Finalista                               | Finalista                     | Finalista               | Ganadora         |
| Aguasantas    | Entra  | Salvada     | Salvada             | Salvada                   | Nominada     | Nominada           | Salvada                                                        | Salvada                | Salvada                             | Salvada                            | Nominada                          | Finalista                               | Finalista                     | Finalista               | Segunda          |
| Coman         | Entra  | Salvado     | Nominado            | Salvado                   | Nominado     | Salvado            | Salvado                                                        | Salvado                | Salvado                             | Salvado                            | Salvado                           | Finalista                               | Finalista                     | Tercero                 |                  |
| Fede          | Entra  | Salvado     | Salvado             | Nominado                  | Salvado      | Salvado            | Salvado                                                        | Salvado                | Nominado                            | Nominado                           | Nominado                          | Finalista                               | Expulsado                     |                         |                  |
| Ángela        |        |             |                     |                           | Entra        | Exenta             | Salvada                                                        | Salvada                | Nominada                            | Salvada                            | Nominada                          | Expulsada                               |                               |                         |                  |
| Chari         |        |             |                     |                           | Entra        | Exenta             | Salvada                                                        | Salvada                | Salvada                             | Nominada                           | Expulsada                         |                                         |                               |                         |                  |
| Ylenia        | Entra  | Salvada     | Salvada             | Salvada                   | Salvada      | Nominada           | Nominada                                                       | Nominada               | Nominada                            | Expulsada                          |                                   |                                         |                               |                         |                  |
| Ares          | Entra  | Salvada     | Salvada             | Salvada                   | Nominada     | Nominada           | Nominada                                                       | Nominada               | Expulsada                           |                                    |                                   |                                         |                               |                         |                  |
| Israel        | Entra  | Nominado    | Salvado             | Salvado                   | Salvado      | Salvado            | Nominado                                                       | Expulsado              |                                     |                                    |                                   |                                         |                               |                         |                  |
| Víctor        | Entra  | Salvado     | Nominado            | Salvado                   | Salvado      | Nominado           | Expulsado                                                      |                        |                                     |                                    |                                   |                                         |                               |                         |                  |
| Laura         | Entra  | Nominada    | Nominada            | Nominada                  | Expulsada    |                    |                                                                |                        |                                     |                                    |                                   |                                         |                               |                         |                  |
| Kiko          |        | Entra       | Salvado             | Nominado                  | Abandono     |                    |                                                                |                        |                                     |                                    |                                   |                                         |                               |                         |                  |
| Sandro        | Entra  | Salvado     | Nominado            | Expulsado                 |              |                    |                                                                |                        |                                     |                                    |                                   |                                         |                               |                         |                  |
| Olvido        | Entra  | Nominada    | Expulsada           |                           |              |                    |                                                                |                        |                                     |                                    |                                   |                                         |                               |                         |                  |
| Chunguitos    | Entran | Exp.discip. |                     |                           |              |                    |                                                                |                        |                                     |                                    |                                   |                                         |                               |                         |                  |
|               |        |             |                     |                           |              |                    |                                                                |                        |                                     |                                    |                                   |                                         |                               |                         |                  |
| Eliminados    |        |             | Olvido 53,7 %       | Sandro 36,9 %             | Laura 72,4 % | Nominación anulada | Víctor 67,2 %                                                  | Israel 52,2 %          | Ares 50,9 %                         | Ylenia 55,8 %                      | Chari 63,5 %                      | Ángela 50,1 %                           | Fede 3,2 %                    | Coman 10,6 %            | Aguasantas 32,1% |
| No eliminados |        |             | Israel Laura 46,3 % | Coman Laura Víctor 63,1 % | Fede 27,6 %  | Nominación anulada | Ares 32,8 % Ylenia 16,2 % (Entre 3) Aguasantas 3,2 % (Entre 4) | Ares 38 % Ylenia 9,8 % | Belén 49,1 % Ylenia 5,1 % (Entre 3) | Ángela 44,2 % Fede 5,4 % (Entre 3) | Belén 36,5 % Fede 3,3 % (Entre 3) | Fede 49,9 % Aguasantas 10,6 % (Entre 3) | Aguasantas Belén Coman 96,8 % | Aguasantas Belén 89,4 % | Belén 67,9 %     |

### Presentadores
Los presentadores de esta tercera edición fueron:
- Jordi González: Galas semanales y debates.
- Raquel Sánchez Silva: Última hora.

## Gran Hermano VIP 4(2016)
- 7 de enero de 2016[13] - 14 de abril de 2016[14] (98 días).

A finales de septiembre de 2015, tras el primer Debate de Gran Hermano 16, Jordi González confirmó a los espectadores que, a principios de 2016, comenzaría una cuarta edición de GH VIP, debido a la buena audiencia que logró el programa en su anterior edición. Esta empezó con más participantes que las anteriores, ya que entraron a concursar 15 famosos. El día 23 de diciembre, en la final de Gran Hermano 16, se confirmaron los dos primeros concursantes, Rosa Benito y Rappel, mientras que los demás fueron anunciados entre el 25 de diciembre y el día del estreno. Además, el 22 de enero se confirmó en el Twitter oficial del programa que un nuevo concursante entraría en la casa durante la próxima gala, que terminaría siendo Charlotte Caniggia. Por su parte, el domingo 6 de marzo, durante el debate, se dio a conocer que entrarían dos nuevos concursantes el día 10 para reemplazar a Julián Contreras y Belén Roca. Para ocupar esas dos plazas, el programa propuso cuatro candidatos, que eran Miguel Frigenti, Samira Salomé Jalil, Laura Campos y Dani Santos, siendo estos dos últimos los elegidos.
La gran novedad sobre la mecánica del concurso consiste en que la prueba semanal se desarrollaría siempre en dos equipos, y si un equipo no pasaba la prueba, además de no tener el presupuesto entero, los miembros de ese equipo no podría nominar, aunque sí ser nominados.

### Concursantes
|                      |                 | Procedencia | Edad                                | Conocido por...        | Duración                    | Información       |
| -------------------- | --------------- | ----------- | ----------------------------------- | ---------------------- | --------------------------- | ----------------- |
|                      | Laura Matamoros | Madrid      | 23 años                             | Hija de Kiko Matamoros | 98 días                     | Ganadora (57,9 %) |
| Carlos Lozano        | Madrid          | 53 años     | Presentador de TV, actor y modelo   | 98 días                | 2.º finalista (42,1 %)      |                   |
| Rappel               | Madrid          | 70 años     | Vidente                             | 91 días                | 13.ª expulsión              |                   |
| Laura Campos         | Madrid          | 32 años     | Ganadora de Gran Hermano 12         | 28 días                | 12.ª expulsión / Reserva    |                   |
| Dani Santos          | Burgos          | 23 años     | Concursante de Gran Hermano 12+1    | 21 días                | 11.ª expulsión / Reserva    |                   |
| Alejandro Nieto      | Cádiz           | 25 años     | Modelo, Míster España 2015          | 82 días                | Abandono                    |                   |
| Fran Nicolás         | Madrid          | 21 años     | Acusado de falsedad documental      | 14 / 28 días           | 1.ª / 10.ª expulsión        |                   |
| Raquel Bollo         | Sevilla         | 40 años     | Exmujer de Chiquetete               | 70 días                | 9.ª expulsión               |                   |
| Charlotte Caniggia   | Buenos Aires    | 23 años     | Hija de Claudio Caniggia            | 42 días                | 8.ª expulsión / Reserva     |                   |
| Sema García          | Cádiz           | 21 años     | Amigo de Isa Pantoja                | 56 días                | 7.ª expulsión               |                   |
| Belén Roca           | Pontevedra      | 28 años     | Tronista de MyHyV                   | 55 días                | Abandono                    |                   |
| Julián Contreras Jr. | Madrid          | 29 años     | Hijo de Carmina Ordóñez             | 52 días                | Abandono                    |                   |
| Rosa Benito          | Alicante        | 60 años     | Cuñada de Rocío Jurado              | 49 días                | 6.ª expulsión               |                   |
| Liz Emiliano         | Madrid          | 32 años     | Concursante de Gran Hermano 10      | 42 días                | 5.ª expulsión               |                   |
| Javier Tudela        | Málaga          | 23 años     | Hijo de Makoke Giaever              | 35 días                | 4.ª expulsión               |                   |
| Lucía Hoyos          | Sevilla         | 40 años     | Actriz, modelo y presentadora de TV | 28 días                | 3.ª expulsión               |                   |
| Julius Bienert       | Palma           | 36 años     | Chef y presentador de TV            | 21 días                | 2.ª expulsión               |                   |
| Carmen López         | Alicante        | 43 años     | Concejala de Ciudadanos             | 8 días                 | Abandono                    |                   |
| Aspirantes           |                 |             |                                     |                        |                             |                   |
| Samira Jalil         | Buenos Aires    | 25 años     | Tronista de MyHyV                   | 1 día                  | 2.ª aspirante menos votada  |                   |
| Miguel Frigenti      | Toledo          | 27 años     | Periodista                          | 0 días                 | 1.er aspirante menos votado |                   |

### Estadísticas semanales
|               | Gala 1 | Gala 2   | Gala 3                              | Gala 4                   | Gala 5                            | Gala 6                           | Gala 7                         | Gala 8                                    | Gala 9                  | Gala 10                                 | Gala 11                 | Gala 12                 | Gala 13                                | Gala 14                     | Final           |
| ------------- | ------ | -------- | ----------------------------------- | ------------------------ | --------------------------------- | -------------------------------- | ------------------------------ | ----------------------------------------- | ----------------------- | --------------------------------------- | ----------------------- | ----------------------- | -------------------------------------- | --------------------------- | --------------- |
| Laura M.      | Entra  | Nominada | Salvada                             | Salvada                  | Salvada                           | Nominada                         | Nominada                       | Salvada                                   | Nominada                | Salvada                                 | Salvada                 | Finalista               | Finalista                              | Finalista                   | Ganadora        |
| Carlos        | Entra  | Salvado  | Salvado                             | Nominado                 | Salvado                           | Nominado                         | Salvado                        | Nominado                                  | Nominado                | Nominado                                | Nominado                | Finalista               | Finalista                              | Finalista                   | Segundo         |
| Rappel        | Entra  | Salvado  | Salvado                             | Salvado                  | Salvado                           | Nominado                         | Salvado                        | Salvado                                   | Nominado                | Salvado                                 | Salvado                 | Finalista               | Finalista                              | Expulsado                   |                 |
| Laura C.      |        |          |                                     |                          |                                   |                                  |                                |                                           |                         | Entra                                   | Salvada                 | Finalista               | Finalista                              | Expulsada                   |                 |
| Dani          |        |          |                                     |                          |                                   |                                  |                                |                                           |                         | Entra                                   | Salvado                 | Finalista               | Expulsado                              |                             |                 |
| Alejandro     | Entra  | Salvado  | Salvado                             | Salvado                  | Nominado                          | Salvado                          | Nominado                       | Nominado                                  | Salvado                 | Nominado                                | Nominado                | Finalista               | Abandono                               |                             |                 |
| Fran          | Entra  | Nominado | Expulsado                           |                          |                                   |                                  |                                | Repesca                                   | Salvado                 | Salvado                                 | Nominado                | Expulsado               |                                        |                             |                 |
| Raquel        | Entra  | Salvada  | Salvada                             | Salvada                  | Salvada                           | Salvada                          | Salvada                        | Salvada                                   | Salvada                 | Nominada                                | Expulsada               |                         |                                        |                             |                 |
| Charlotte     |        |          |                                     | Entra                    | Nominada                          | Salvada                          | Salvada                        | Salvada                                   | Nominada*               | Expulsada                               |                         |                         |                                        |                             |                 |
| Sema          | Entra  | Salvado  | Salvado                             | Salvado                  | Salvado                           | Salvado                          | Salvado                        | Nominado                                  | Expulsado               |                                         |                         |                         |                                        |                             |                 |
| Belén         | Entra  | Salvada  | Salvada                             | Salvada                  | Salvada                           | Salvada                          | Salvada                        | Salvada                                   | Abandono                |                                         |                         |                         |                                        |                             |                 |
| Julián        | Entra  | Nominado | Salvado                             | Nominado                 | Salvado                           | Salvado                          | Salvado                        | Salvado                                   | Abandono                |                                         |                         |                         |                                        |                             |                 |
| Rosa          | Entra  | Salvada  | Salvada                             | Salvada                  | Salvada                           | Salvada                          | Nominada                       | Expulsada                                 |                         |                                         |                         |                         |                                        |                             |                 |
| Liz           | Entra  | Salvada  | Salvada                             | Salvada                  | Salvada                           | Nominada                         | Expulsada                      |                                           |                         |                                         |                         |                         |                                        |                             |                 |
| Javier        | Entra  | Salvado  | Nominado                            | Salvado                  | Nominado                          | Expulsado                        |                                |                                           |                         |                                         |                         |                         |                                        |                             |                 |
| Lucía         | Entra  | Salvada  | Nominada                            | Nominada                 | Expulsada                         |                                  |                                |                                           |                         |                                         |                         |                         |                                        |                             |                 |
| Julius        | Entra  | Salvado  | Nominado                            | Expulsado                |                                   |                                  |                                |                                           |                         |                                         |                         |                         |                                        |                             |                 |
| Carmen        | Entra  | Nominada | Abandono                            |                          |                                   |                                  |                                |                                           |                         |                                         |                         |                         |                                        |                             |                 |
|               |        |          |                                     |                          |                                   |                                  |                                |                                           |                         |                                         |                         |                         |                                        |                             |                 |
| Eliminados    |        |          | Fran 62,2 %                         | Julius 39,7 %            | Lucía 66,2 %                      | Javier 60,3 %                    | Liz 41,35 %                    | Rosa 54,38 %                              | Sema 50,8 %             | Charlotte 45,1 %                        | Raquel 51,6 %           | Fran 55,4 %             | Dani 0,6 %                             | Laura C. 0,7 % Rappel 0,9 % | Carlos 42,1 %   |
| No eliminados |        |          | Laura M. 37,8 % Julián MV (Entre 3) | Javier 38,3 % Lucía 22 % | Julián 33,8 % Carlos MV (Entre 3) | Charlotte 33,8 % Alejandro 5,9 % | Carlos Laura M. Rappel 58,65 % | Alejandro 45,62 % Laura M. 15 % (Entre 3) | Alejandro Carlos 49,2 % | Carlos 38,5 % Laura M. 9,4 % Rappel 7 % | Alejandro Carlos 48,4 % | Alejandro Carlos 44,6 % | Carlos Laura C. Laura M. Rappel 99,4 % | Carlos Laura M. 98,4 %      | Laura M. 57,9 % |

- * Nominación disciplinaria.
- MV: Menos votado/a

### Presentadores
Los presentadores de esta cuarta edición fueron:
- Jordi González: Galas semanales y Límite 48 horas.
- Sandra Barneda: Debates.
- Lara Álvarez: Límite 48 horas y Última hora.

## Gran Hermano VIP 5(2017)
- 8 de enero de 2017 - 13 de abril de 2017 (95 días).

Durante el otoño de 2016, Mediaset anunció la quinta edición de Gran Hermano VIP, prevista para ser estrenada después de las navidades y una vez finalizado Gran Hermano 17. Aunque durante semanas no se desveló información acerca de los concursantes, se anunció que el programa seguiría en manos de Jordi González y Sandra Barneda.
El 27 de diciembre de 2016 se empezó a desvelar a los participantes de la quinta edición, incluyendo como novedad la participación de un anónimo que tenía que hacerse pasar por famoso. Además de los propios concursantes, el reality contó con la presencia de invitados mediáticos que participaron en las pruebas semanales de los concursantes, como Terelu Campos o Kiko Matamoros. Más tarde, el 25 de enero se dio a conocer que Aída Nízar se incorporaría como concursante durante la gala de esa misma semana y, un mes después, Aylén Milla entró en la casa para la prueba semanal, siendo posteriormente elegida como concursante oficial por la audiencia. En esta edición, se produjo un intercambio entre GH VIP 5 y la edición en curso de Big Brother Brasil, siendo Elettra Lamborghini la elegida.
El lema de esta edición es "Entra como puedas".

### Concursantes
|                     |                  | Procedencia | Edad                                   | Conocido por...                         | Duración                 | Información        |
| ------------------- | ---------------- | ----------- | -------------------------------------- | --------------------------------------- | ------------------------ | ------------------ |
|                     | Alyson Eckmann   | Seattle     | 26 años                                | Participante de Un príncipe para Corina | 95 días                  | Ganadora (58,08 %) |
| Daniela Blume       | Barcelona        | 32 años     | Locutora de radio y colaboradora de TV | 95 días                                 | 2.ª finalista (41,92 %)  |                    |
| Irma Soriano        | Jaén             | 53 años     | Presentadora de TV                     | 91 días                                 | 3.ª finalista            |                    |
| Elettra Lamborghini | Bolonia          | 22 años     | Participante de Super Shore            | 88 días                                 | 13.ª expulsión           |                    |
| Emma Ozores         | Madrid           | 56 años     | Actriz                                 | 88 días                                 | 12.ª expulsión           |                    |
| Marco Ferri         | Milán            | 28 años     | Modelo y concursante de realities      | 81 días                                 | 11.ª expulsión           |                    |
| Aylén Milla         | Buenos Aires     | 26 años     | Modelo y concursante de realities      | 25 días                                 | 10.ª expulsión / Reserva |                    |
| Aída Nízar          | Valladolid       | 41 años     | Concursante de Gran Hermano 5          | 14 / 21 días                            | 4.ª / 9.ª expulsión      |                    |
| Ivonne Reyes        | Madrid           | 49 años     | Actriz, modelo y presentadora de TV    | 60 días                                 | 8.ª expulsión            |                    |
| Sergio Ayala        | Medina del Campo | 25 años     | Tronista de MyHyV                      | 53 días                                 | 7.ª expulsión            |                    |
| Alejandro Abad      | Barcelona        | 54 años     | Cantante y productor musical           | 46 días                                 | 6.ª expulsión            |                    |
| Aless Gibaja        | Madrid           | 29 años     | YouTuber e influencer                  | 39 días                                 | 5.ª expulsión            |                    |
| Alonso Caparrós     | Madrid           | 46 años     | Presentador de TV                      | 25 días                                 | 3.ª expulsión            |                    |
| Tutto Durán*        | Las Palmas       | 32 años     | Cantante (Falso VIP)                   | 18 días                                 | 2.ª expulsión            |                    |
| Toño Sanchís        | Madrid           | 43 años     | Representante artístico                | 11 días                                 | 1.ª expulsión            |                    |
| Invitados           |                  |             |                                        |                                         |                          |                    |
| Kiko Matamoros      | Madrid           | 62 años     | Representante artístico                | 7 días                                  | Entrenador               |                    |
| Terelu Campos       | Madrid           | 52 años     | Presentadora de TV                     | 7 días                                  | Infiltrada               |                    |

- Tutto Durán entró en la casa con la falsa identidad de un conocido y exitoso cantautor, imagen falsa que se desveló a la segunda semana del concurso.
- Terelu Campos entró en la casa durante una semana de la edición haciendo creer a todos que sería una concursante de pleno derecho.

### Estadísticas semanales
|               | Gala 1 | Gala 2 | Gala 3   | Gala 4                                | Gala 5                    | Gala 6                                               | Gala 7                                                                       | Gala 8 | Gala 9                                     | Gala 10                                 | Gala 11                            | Gala 12                                     | Gala 13                                    | Gala 14                                      | Gala 15                                 | Gala 15                         | Final 1                    | Final 2         |
| ------------- | ------ | ------ | -------- | ------------------------------------- | ------------------------- | ---------------------------------------------------- | ---------------------------------------------------------------------------- | --- | ------------------------------------------ | --------------------------------------- | ---------------------------------- | ------------------------------------------- | ------------------------------------------ | -------------------------------------------- | --------------------------------------- | ------------------------------- | -------------------------- | --------------- |
| Alyson        | Entra  | Exenta | Salvada  | Salvada                               | Nominada                  | Salvada                                              | Nominada*                                                                    | Salvada | Salvada                                    | Nominada                                | Salvada                            | Salvada                                     | Nominada                                   | Finalista                                    | Finalista                               | Finalista                       | Finalista                  | Ganadora        |
| Daniela       | Entra  | Exenta | Salvada  | Salvada                               | Salvada                   | Nominada                                             | Nominada*                                                                    | Salvada | Nominada                                   | Nominada                                | Salvada                            | Nominada                                    | Nominada                                   | Finalista                                    | Finalista                               | Finalista                       | Finalista                  | Segunda         |
| Irma          | Entra  | Exenta | Salvada  | Salvada                               | Nominada                  | Nominada                                             | Nominada*                                                                    | Salvada | Nominada                                   | Nominada                                | Salvada                            | Salvada                                     | Salvada                                    | Finalista                                    | Finalista                               | Finalista                       | Tercera                    |                 |
| Elettra       | Entra  | Exenta | Nominada | Salvada                               | Salvada                   | Salvada                                              | Nominada*                                                                    | Nominada | Nominada                                   | Nominada                                | Nominada                           | Salvada                                     | Inmune                                     | Finalista                                    | Finalista                               | Expulsada                       |                            |                 |
| Emma          | Entra  | Exenta | Salvada  | Nominada                              | Salvada                   | Salvada                                              | Nominada*                                                                    | Nominada* | Nominada                                   | Salvada                                 | Salvada                            | Salvada                                     | Salvada                                    | Finalista                                    | Expulsada                               |                                 |                            |                 |
| Marco         | Entra  | Exento | Salvado  | Salvado                               | Salvado                   | Salvado                                              | Nominado*                                                                    | Salvado | Salvado                                    | Salvado                                 | Salvado                            | Nominado                                    | Nominado                                   | Expulsado                                    |                                         |                                 |                            |                 |
| Aylén         |        |        |          |                                       |                           |                                                      |                                                                              | | Entra                                      | Exenta                                  | Nominada                           | Nominada                                    | Expulsada                                  |                                              |                                         |                                 |                            |                 |
| Aída          |        |        |          |                                       | Entra                     | Nominada                                             | Expulsada                                                                    | | Repesca                                    | Inmune                                  | Nominada                           | Expulsada                                   |                                            |                                              |                                         |                                 |                            |                 |
| Ivonne        | Entra  | Exenta | Salvada  | Salvada                               | Salvada                   | Salvada                                              | Nominada*                                                                    | Salvada | Nominada                                   | Nominada                                | Expulsada                          |                                             |                                            |                                              |                                         |                                 |                            |                 |
| Sergio        | Entra  | Exento | Salvado  | Salvado                               | Salvado                   | Salvado                                              | Nominado*                                                                    | Nominado | Nominado                                   | Expulsado                               |                                    |                                             |                                            |                                              |                                         |                                 |                            |                 |
| Alejandro     | Entra  | Exento | Salvado  | Salvado                               | Nominado                  | Nominado                                             | Nominado*                                                                    | Nominado | Expulsado                                  |                                         |                                    |                                             |                                            |                                              |                                         |                                 |                            |                 |
| Aless         | Entra  | Exento | Salvado  | Salvado                               | Salvado                   | Salvado                                              | Nominado*                                                                    | Expulsado |                                            |                                         |                                    |                                             |                                            |                                              |                                         |                                 |                            |                 |
| Alonso        | Entra  | Exento | Salvado  | Nominado                              | Nominado                  | Expulsado                                            |                                                                              | |                                            |                                         |                                    |                                             |                                            |                                              |                                         |                                 |                            |                 |
| Tutto         | Entra  | Exento | Nominado | Nominado                              | Expulsado                 |                                                      |                                                                              | |                                            |                                         |                                    |                                             |                                            |                                              |                                         |                                 |                            |                 |
| Toño          | Entra  | Exento | Nominado | Expulsado                             |                           |                                                      |                                                                              | |                                            |                                         |                                    |                                             |                                            |                                              |                                         |                                 |                            |                 |
|               |        |        |          |                                       |                           |                                                      |                                                                              | |                                            |                                         |                                    |                                             |                                            |                                              |                                         |                                 |                            |                 |
| Eliminados    |        |        |          | Toño 75,97 %                          | Tutto Más votado          | Alonso 53,3 %                                        | Aída 69,69 %                                                                 | Aless 51,5 % | Alejandro 50,2 %                           | Sergio 56,5 %                           | Ivonne 54,6 %                      | Aída 65,1 %                                 | Aylén Más votada                           | Marco 54,3 %                                 | Emma Menos votada                       | Elettra Menos votada            | Irma Menos votada          | Daniela 41,92 % |
| No eliminados |        |        |          | Tutto 24,03 % Elettra 5,9 % (Entre 3) | Alonso Emma Menos votados | Irma 46,7 % Alejandro Alyson Menos votados (Entre 4) | Irma 30,31 % Daniela Menos votada (Entre 3) Alejandro Menos votado (Entre 4) | Alejandro 48,5 % Elettra Menos votada (Entre 3) Alyson Daniela Irma Ivonne Menos votadas (Entre 7) Emma Marco Sergio Menos votados (Entre 10) | Elettra 49,8 % Emma Sergio 4,9 % (Entre 4) | Daniela Elettra Emma Irma Ivonne 43,5 % | Alyson Daniela Elettra Irma 45,4 % | Aylén 34,9 % Elettra Menos votada (Entre 3) | Marco Menos votado Daniela 8,3 % (Entre 3) | Alyson 45,7 % Daniela Menos votada (Entre 3) | Alyson Daniela Elettra Irma Más votadas | Alyson Daniela Irma Más votadas | Alyson Daniela Más votadas | Alyson 58,08 %  |

- * Nominación disciplinaria.

### Presentadores
Los presentadores de esta quinta edición son:
- Jordi González: Galas semanales y Límite 48 horas.
- Sandra Barneda: Debates.
- Lara Álvarez: Límite 48 horas y Última hora.

## Gran Hermano VIP 6(2018)
- 13 de septiembre de 2018 - 20 de diciembre de 2018 (98 días).

A pesar de que la sexta edición de Gran Hermano VIP ya estaba en fase de producción y estaba prevista para ser estrenada a comienzos de enero de 2018, una vez finalizado Gran Hermano Revolution, los bajos índices de audiencia cosechados por este último hicieron que Mediaset se replanteara su puesta en marcha inmediata con el fin de no desgastar el formato y proteger la marca Gran Hermano. Más tarde, tras varios meses sin noticias, Telecinco confirmó a finales de mayo de 2018 la producción de Gran Hermano VIP para septiembre del mismo año. Estos primeros hechos relacionados con el reality se produjeron de manera paralela a la recta final de Supervivientes 2018, una de las ediciones más exitosas del formato, de modo que Mediaset quiso contar con su presentador, Jorge Javier Vázquez, como conductor de las galas de GH VIP en sustitución de Jordi González. Poco después, también se anunció la continuidad de Sandra Barneda al frente de los debates semanales y, en la rueda de prensa previa al estreno, se desveló que Lara Álvarez seguiría en el programa con las conexiones de última hora.
Por otro lado, Mediaset puso en marcha, por primera vez desde que las primeras ediciones de la versión de anónimos se emitieran en plataformas digitales, dos señales distintas del canal 24 horas del reality de emisión ininterrumpida. De este modo, los espectadores podrían elegir en cada momento lo que quisieran ver o, incluso, verlo todo a la vez. Además, como novedad, la convivencia se podría ver también en YouTube.
Otra de las innovaciones fue el establecimiento del jefe o los jefes de la casa mediante una prueba, el cual disfrutaría de la inmunidad y de algunos privilegios como la salvación, el intercambio de nominados, el veto a un compañero/a para que no pudiera nominar o la nominación directa, entre otros, dependiendo de la semana. También, pusieron en marcha el uso de redes sociales para generar contenido de lo que ocurriera en la casa, pero sin recibir información del exterior, cumpliendo con el mítico aislamiento que caracteriza al programa, pues todo ese contenido iría directo a un servidor para que el equipo del programa lo subiera a Internet.
El lema de esta edición es "¿Quién se atreverá?".

### Concursantes
|                 |                 | Procedencia | Edad                                 | Conocido por...           | Duración                | Información       |
| --------------- | --------------- | ----------- | ------------------------------------ | ------------------------- | ----------------------- | ----------------- |
|                 | Miriam Saavedra | Lima        | 24 años                              | Expareja de Carlos Lozano | 95 días                 | Ganadora (71,1 %) |
| Suso Álvarez    | Barcelona       | 25 años     | Concursante de Gran Hermano 16       | 98 días                   | 2.º finalista (28,9 %)  |                   |
| El Koala        | Málaga          | 49 años     | Cantante                             | 98 días                   | 3.er finalista          |                   |
| Asraf Beno      | Ceuta           | 22 años     | Modelo, Míster Universo Mundial 2018 | 91 días                   | 4.º finalista           |                   |
| Mónica Hoyos    | Callao          | 41 años     | Actriz y colaboradora de TV          | 84 días                   | 11.ª expulsión          |                   |
| Tony Spina      | Italia          | 29 años     | Tronista de MyHyV                    | 77 días                   | 10.ª expulsión          |                   |
| Aurah Ruiz      | Las Palmas      | 28 años     | Tronista de MyHyV                    | 70 días                   | 9.ª expulsión           |                   |
| Makoke Giaever  | Málaga          | 48 años     | Azafata del Telecupón                | 63 días                   | 8.ª expulsión           |                   |
| Ángel Garó      | Cádiz           | 53 años     | Actor y humorista                    | 56 días                   | 7.ª expulsión           |                   |
| Verdeliss       | Navarra         | 33 años     | YouTuber e influencer                | 49 días                   | 6.ª expulsión           |                   |
| Darek Dabrowski | Polonia         | 38 años     | Expareja de Ana Obregón              | 42 días                   | 5.ª expulsión           |                   |
| Techi Cabrera   | Madrid          | 33 años     | Expareja de Kiko Rivera              | 35 días                   | 4.ª expulsión           |                   |
| Omar Montes     | Madrid          | 30 años     | Cantante y boxeador                  | 14 días                   | Reserva / 3.ª expulsión |                   |
| Aramís Fuster   | Barcelona       | 67 años     | Vidente                              | 21 días                   | 2.ª expulsión           |                   |
| Isa Pantoja     | Cádiz           | 22 años     | Hija de Isabel Pantoja               | 14 días                   | 1.ª expulsión           |                   |
| Oriana Marzoli  | Madrid          | 26 años     | Tronista de MyHyV                    | 2 días                    | Abandono                |                   |

### Estadísticas semanales
|               | Gala 1 | DBT 1    | Gala 2   | Gala 3                           | Gala 4                         | Gala 5                                                  | Gala 6                                   | Gala 7                         | Gala 8                           | Gala 9                                                  | Gala 10                        | Gala 11                          | Gala 12                        | Gala 13             | Gala 14                       | Final                   | Final         |
| ------------- | ------ | -------- | -------- | -------------------------------- | ------------------------------ | ------------------------------------------------------- | ---------------------------------------- | ------------------------------ | -------------------------------- | ------------------------------------------------------- | ------------------------------ | -------------------------------- | ------------------------------ | ------------------- | ----------------------------- | ----------------------- | ------------- |
| Miriam        |        | Entra    | Nominada | Nominada                         | Nominada                       | Nominada                                                | Nominada                                 | Nominada                       | Nominada                         | Salvada                                                 | Nominada                       | Nominada                         | Nominada                       | Finalista           | Finalista                     | Finalista               | Ganadora      |
| Suso          | Entra  | Exento   | Salvado  | Salvado                          | Salvado                        | Inmune                                                  | Salvado                                  | Salvado                        | Salvado                          | Salvado                                                 | Salvado                        | Salvado                          | Salvado                        | Finalista           | Finalista                     | Finalista               | Segundo       |
| Koala         | Entra  | Exento   | Nominado | Nominado                         | Salvado                        | Salvado                                                 | Nominado                                 | Nominado                       | Nominado                         | Nominado                                                | Nominado                       | Nominado                         | Nominado                       | Finalista           | Finalista                     | Tercero                 |               |
| Asraf         | Entra  | Exento   | Salvado  | Salvado                          | Nominado                       | Nominado                                                | Salvado                                  | Salvado                        | Nominado                         | Inmune                                                  | Salvado                        | Inmune                           | Salvado                        | Finalista           | Expulsado                     |                         |               |
| Mónica        | Entra  | Exenta   | Salvada  | Salvada                          | Salvada                        | Salvada                                                 | Salvada                                  | Salvada                        | Salvada                          | Salvada                                                 | Inmune                         | Salvada                          | Nominada                       | Expulsada           |                               |                         |               |
| Tony          | Entra  | Exento   | Salvado  | Salvado                          | Salvado                        | Salvado                                                 | Salvado                                  | Inmune                         | Inmune                           | Nominado                                                | Salvado                        | Nominado                         | Expulsado                      |                     |                               |                         |               |
| Aurah         | Entra  | Exenta   | Salvada  | Salvada                          | Salvada                        | Salvada                                                 | Salvada                                  | Salvada                        | Salvada                          | Salvada                                                 | Nominada                       | Expulsada                        |                                |                     |                               |                         |               |
| Makoke        | Entra  | Exenta   | Inmune   | Salvada                          | Salvada                        | Salvada                                                 | Salvada                                  | Salvada                        | Salvada                          | Nominada                                                | Expulsada                      |                                  |                                |                     |                               |                         |               |
| Ángel         | Entra  | Exento   | Salvado  | Inmune                           | Inmune                         | Salvado                                                 | Inmune                                   | Salvado                        | Nominado                         | Expulsado                                               |                                |                                  |                                |                     |                               |                         |               |
| Verdeliss     | Entra  | Exenta   | Inmune   | Inmune                           | Nominada                       | Nominada                                                | Salvada                                  | Nominada                       | Expulsada                        |                                                         |                                |                                  |                                |                     |                               |                         |               |
| Darek         | Entra  | Exento   | Inmune   | Salvado                          | Salvado                        | Inmune                                                  | Nominado                                 | Expulsado                      |                                  |                                                         |                                |                                  |                                |                     |                               |                         |               |
| Techi         | Entra  | Exenta   | Salvada  | Salvada                          | Salvada                        | Nominada                                                | Expulsada                                |                                |                                  |                                                         |                                |                                  |                                |                     |                               |                         |               |
| Omar          |        |          |          | Entra                            | Nominado*                      | Expulsado                                               |                                          |                                |                                  |                                                         |                                |                                  |                                |                     |                               |                         |               |
| Aramís        | Entra  | Exenta   | Salvada  | Nominada                         | Expulsada                      |                                                         |                                          |                                |                                  |                                                         |                                |                                  |                                |                     |                               |                         |               |
| Isa           | Entra  | Exenta   | Nominada | Expulsada                        |                                |                                                         |                                          |                                |                                  |                                                         |                                |                                  |                                |                     |                               |                         |               |
| Oriana        | Entra  | Abandono |          |                                  |                                |                                                         |                                          |                                |                                  |                                                         |                                |                                  |                                |                     |                               |                         |               |
|               |        |          |          |                                  |                                |                                                         |                                          |                                |                                  |                                                         |                                |                                  |                                |                     |                               |                         |               |
| Eliminados    |        |          |          | Isa 65,4 %                       | Aramís 65 %                    | Omar 53,2 %                                             | Techi 75 %                               | Darek 71 %                     | Verdeliss 51,2 %                 | Ángel 51,1 %                                            | Makoke 55,5 %                  | Aurah 59,5 %                     | Tony 60 %                      | Mónica 67,1 %       | Asraf Menos votado            | Koala Menos votado      | Suso 28,9 %   |
| No eliminados |        |          |          | Miriam 34,6 % Koala MV (Entre 3) | Miriam 35 % Koala MV (Entre 3) | Asraf 46,8 % Miriam MV (Entre 3) Verdeliss MV (Entre 4) | Miriam 25 % Asraf Verdeliss MV (Entre 4) | Miriam 29 % Koala MV (Entre 3) | Koala 48,8 % Miriam MV (Entre 3) | Asraf 48,9 % Miriam 28,9 % (Entre 3) Koala MV (Entre 4) | Koala 44,5 % Tony MV (Entre 3) | Koala 40,5 % Miriam MV (Entre 3) | Koala 40 % Miriam MV (Entre 3) | Koala Miriam 32,9 % | Koala Miriam Suso Más votados | Miriam Suso Más votados | Miriam 71,1 % |

- * Nominación disciplinaria.
- MV: Menos votado/a

### Presentadores
Los presentadores de esta sexta edición son:
- Jorge Javier Vázquez: Galas semanales y Límite 48 horas.
- Sandra Barneda: Debates.
- Lara Álvarez: Última hora.

## Gran Hermano VIP 7(2019)
- 11 de septiembre de 2019 - 19 de diciembre de 2019 (99 días).

Durante la gala final de Supervivientes 2019, Jorge Javier anunció que ya estaba en marcha la séptima edición de Gran Hermano VIP, cuyo estreno estaría previsto para septiembre de 2019. Además, se confirmó la continuidad de este como presentador del formato y, siguiendo la estela de la última edición del reality de supervivencia, los resúmenes diarios y la gala Límite 48 Horas serían emitidos en Cuatro. En cuanto a los debates dominicales, Jordi González relevaría a Sandra Barneda, lo que supondría el regreso al formato del presentador catalán tras dos años, mientras que Lara Álvarez continuaría al frente de las conexiones de última hora y también de los resúmenes diarios, que volverían a contar con un presentador después de 14 años. Más tarde, a causa de que Jorge Javier Vázquez debía ser operado en diciembre, el conductor fue sustituido por Jordi González en dos de las galas de los jueves y por Carlos Sobera en los dos últimos Límite 48 horas de los martes (Límite 24 horas del miércoles en su última emisión) de dicho mes.
Como novedad, la tira diaria incluiría invitados puntualmente para comentar el día a día de los habitantes de la casa de Guadalix de la Sierra. Además, en esta ocasión, el canal 24 horas se mantendría en Mitele y en la aplicación del programa, eliminando la posibilidad de visualizarlo tanto a través de YouTube como en modo multicámara, quedando esta última opción reservada a Mitele Plus, el servicio online de distribución de contenidos de pago de Mediaset. Aparte, desde el décimo debate, el espacio dominical comienza media hora antes (21:30) en Mitele Plus con una entrevista al expulsado de la semana en exclusiva para los abonados, continuando después en Telecinco en su horario habitual.
Tras finalizar Gran Hermano VIP 7, Telecinco programó El tiempo del descuento, un programa especial en el que la mayoría de concursantes de la edición volverían a convivir en la casa de Guadalix de la Sierra durante 35 días, con el fin de resolver cuentas pendientes, compitiendo por un premio en metálico de 30 000 euros. Este espacio, también presentado por Jorge Javier Vázquez, se emitió entre el 12 de enero y el 16 de febrero de 2020, y coronó a Gianmarco Onestini como vencedor de esta corta edición.
Tras esta edición, el formato sufrió de una pausa prolongada hasta el día de hoy, aunque en verano de 2021 se confirmó que el formato regresaría para una octava edición.

### Concursantes
|                      |                | Procedencia | Edad                              | Conocido por...                | Duración                  | Información       |
| -------------------- | -------------- | ----------- | --------------------------------- | ------------------------------ | ------------------------- | ----------------- |
|                      | Adara Molinero | Madrid      | 26 años                           | Concursante de Gran Hermano 17 | 99 días                   | Ganadora (56,3 %) |
| Alba Carrillo        | Madrid         | 33 años     | Modelo y colaboradora de TV       | 99 días                        | 2.ª finalista (43,7 %)    |                   |
| Mila Ximénez         | Sevilla        | 67 años     | Exmujer de Manolo Santana         | 99 días                        | 3.ª finalista             |                   |
| Noemí Salazar        | Madrid         | 28 años     | Participante de Los Gipsy Kings   | 92 días                        | 4.ª finalista             |                   |
| Estela Grande        | Madrid         | 25 años     | Nuera de Kiko Matamoros           | 85 días                        | 12.ª expulsión            |                   |
| Antonio David Flores | Málaga         | 44 años     | Exmarido de Rocío Carrasco        | 78 días                        | 11.ª expulsión            |                   |
| Hugo Castejón        | Asturias       | 47 años     | Expareja de Marta Sánchez         | 15 / 25 días                   | 2.ª / 10.ª expulsión      |                   |
| Maestro Joao         | Madrid         | 55 años     | Vidente                           | 64 días                        | 9.ª expulsión             |                   |
| Gianmarco Onestini   | Bolonia        | 22 años     | Modelo y concursante de realities | 57 días                        | 8.ª expulsión             |                   |
| Pol Badía            | Barcelona      | 25 años     | Concursante de Gran Hermano 17    | 23 días                        | Reserva / 7.ª expulsión   |                   |
| El Cejas             | Magaluf        | 18 años     | Rapero, actor e influencer        | 43 / 4 días                    | 6.ª expulsión / Eliminado |                   |
| Irene Junquera       | Madrid         | 33 años     | Periodista deportiva              | 36 días                        | 5.ª expulsión             |                   |
| Kiko Jiménez         | Jaén           | 27 años     | Tronista de MyHyV                 | 29 / 2 días                    | 4.ª expulsión / Eliminado |                   |
| Dinio García         | Barcelona      | 47 años     | Expareja de Marujita Díaz         | 22 días                        | 3.ª expulsión             |                   |
| Nuria Martínez       | Barcelona      | 29 años     | Amiga de Omar Montes              | 13 días                        | Abandono forzado          |                   |
| Anabel Pantoja       | Sevilla        | 33 años     | Sobrina de Isabel Pantoja         | 8 días                         | 1.ª expulsión             |                   |

### Estadísticas semanales
|               | Gala 1 | Gala 2   | Gala 3                                   | Gala 4                                    | Gala 5                                   | Gala 6                                   | Gala 7                                     | Gala 8                                 | Gala 8                                 | Gala 9                                             | Gala 10                                              | Gala 11                                        | Gala 12                                                                         | Gala 13                                  | Gala 14                                  | Gala 15                     | Final                  | Final        |
| ------------- | ------ | -------- | ---------------------------------------- | ----------------------------------------- | ---------------------------------------- | ---------------------------------------- | ------------------------------------------ | -------------------------------------- | -------------------------------------- | -------------------------------------------------- | ---------------------------------------------------- | ---------------------------------------------- | ------------------------------------------------------------------------------- | ---------------------------------------- | ---------------------------------------- | --------------------------- | ---------------------- | ------------ |
| Adara         | Entra  | Salvada  | Inmune                                   | Nominada                                  | Nominada                                 | Nominada                                 | Salvada                                    | Salvada                                | Salvada                                | Nominada                                           | Nominada                                             | Nominada                                       | Nominada                                                                        | Nominada                                 | Finalista                                | Finalista                   | Finalista              | Ganadora     |
| Alba          | Entra  | Salvada  | Salvada                                  | Salvada                                   | Salvada                                  | Salvada                                  | Nominada                                   | Nominada                               | Nominada                               | Nominada                                           | Salvada                                              | Salvada                                        | Inmune                                                                          | Salvada                                  | Finalista                                | Finalista                   | Finalista              | Segunda      |
| Mila          | Entra  | Salvada  | Salvada                                  | Nominada                                  | Salvada                                  | Inmune                                   | Salvada                                    | Salvada                                | Salvada                                | Inmune                                             | Salvada                                              | Nominada                                       | Nominada                                                                        | Nominada                                 | Finalista                                | Finalista                   | Tercera                |              |
| Noemí         | Entra  | Salvada  | Nominada                                 | Salvada                                   | Salvada                                  | Inmune                                   | Salvada                                    | Inmune                                 | Inmune                                 | Salvada                                            | Inmune                                               | Nominada                                       | Salvada                                                                         | Salvada                                  | Finalista                                | Expulsada                   |                        |              |
| Estela        | Entra  | Salvada  | Salvada                                  | Salvada                                   | Salvada                                  | Nominada                                 | Inmune                                     | Salvada                                | Salvada                                | Salvada                                            | Salvada                                              | Inmune                                         | Salvada                                                                         | Nominada                                 | Expulsada                                |                             |                        |              |
| A. David      | Entra  | Salvado  | Inmune                                   | Salvado                                   | Salvado                                  | Salvado                                  | Salvado                                    | Salvado                                | Salvado                                | Salvado                                            | Salvado                                              | Nominado                                       | Nominado                                                                        | Expulsado                                |                                          |                             |                        |              |
| Hugo          | Entra  | Nominado | Nominado                                 | Expulsado                                 |                                          |                                          |                                            | Candidato                              | Candidato                              | Repesca                                            | Nominado                                             | Nominado                                       | Expulsado                                                                       |                                          |                                          |                             |                        |              |
| Joao          | Entra  | Salvado  | Salvado                                  | Salvado                                   | Nominado                                 | Salvado                                  | Salvado                                    | Salvado                                | Salvado                                | Nominado                                           | Nominado                                             | Expulsado                                      |                                                                                 |                                          |                                          |                             |                        |              |
| Gianmarco     | Entra  | Salvado  | Salvado                                  | Salvado                                   | Salvado                                  | Salvado                                  | Salvado                                    | Nominado                               | Nominado                               | Nominado                                           | Expulsado                                            |                                                |                                                                                 |                                          |                                          | Visita                      |                        |              |
| Pol           |        |          |                                          |                                           |                                          | Entra                                    | Nominado                                   | Nominado                               | Nominado                               | Expulsado                                          |                                                      |                                                |                                                                                 |                                          |                                          |                             |                        |              |
| Cejas         | Entra  | Salvado  | Salvado                                  | Inmune                                    | Inmune                                   | Salvado                                  | Nominado                                   | Exp.                                   | Can.                                   | Eliminado                                          |                                                      |                                                |                                                                                 |                                          |                                          |                             |                        |              |
| Irene         | Entra  | Nominada | Salvada                                  | Salvada                                   | Salvada                                  | Nominada                                 | Expulsada                                  |                                        |                                        |                                                    |                                                      |                                                |                                                                                 |                                          |                                          |                             |                        |              |
| Kiko          | Entra  | Salvado  | Salvado                                  | Inmune                                    | Nominado                                 | Expulsado                                |                                            | Candidato                              | Candidato                              | Eliminado                                          |                                                      |                                                |                                                                                 |                                          |                                          |                             |                        |              |
| Dinio         | Entra  | Inmune   | Nominado                                 | Nominado                                  | Expulsado                                |                                          |                                            |                                        |                                        |                                                    |                                                      |                                                |                                                                                 |                                          |                                          |                             |                        |              |
| Nuria         | Entra  | Salvada  | Salvada                                  | A.Forzado                                 |                                          |                                          |                                            |                                        |                                        |                                                    |                                                      |                                                |                                                                                 |                                          |                                          |                             |                        |              |
| Anabel        | Entra  | Nominada | Expulsada                                |                                           |                                          |                                          |                                            |                                        |                                        |                                                    |                                                      |                                                |                                                                                 |                                          |                                          |                             |                        |              |
|               |        |          |                                          |                                           |                                          |                                          |                                            |                                        |                                        |                                                    |                                                      |                                                |                                                                                 |                                          |                                          |                             |                        |              |
| Eliminados    |        |          | Anabel 57,8 %                            | Hugo 55,2 %                               | Dinio 56,7 %                             | Kiko 72,9 %                              | Irene 76,2 %                               | Cejas 50,5 %                           | Cejas 50,5 %                           | Pol Más votado                                     | Gianmarco Más votado                                 | Joao Más votado                                | Hugo 52,5 %                                                                     | A. David 55,9 %                          | Estela 65,9 %                            | Noemí Menos votada          | Mila Menos votada      | Alba 43,7 %  |
| No eliminados |        |          | Irene 42,2 % Hugo Menos votado (Entre 3) | Noemí 44,8 % Dinio Menos votado (Entre 3) | Mila 43,3 % Adara Menos votada (Entre 3) | Joao 27,1 % Adara Menos votada (Entre 3) | Adara 23,8 % Estela Menos votada (Entre 3) | Alba 49,5 % Pol Menos votado (Entre 3) | Alba 49,5 % Pol Menos votado (Entre 3) | Alba Menos votada Gianmarco Menos votado (Entre 3) | Alba Menos votada Adara Joao Menos votados (Entre 4) | Adara Menos votada Hugo Menos votado (Entre 3) | A. David 47,5 % Noemí Menos votada (Entre 3) Adara Mila Menos votadas (Entre 5) | Adara 44,1 % Mila Menos votada (Entre 3) | Adara 34,1 % Mila Menos votada (Entre 3) | Adara Alba Mila Más votadas | Adara Alba Más votadas | Adara 56,3 % |

Los presentadores de esta séptima edición son:
- Jorge Javier Vázquez: Galas semanales y Límite 48 horas.
- Carlos Sobera: Sustituto.
- Jordi González: Debates.
- Lara Álvarez: Última hora.

## Gran Hermano VIP 8(2023)
- 14 de septiembre de 2023 - 21 de diciembre de 2023 (98 días).

El 15 de junio de 2023, Mediaset España anunció que se estaba trabajando en el regreso de Gran Hermano VIP a la televisión. En esta nueva edición, el formato contaría con Marta Flich como presentadora de las galas semanales y los Límite 48 horas, volviendo estos últimos a Telecinco tras dos ediciones en Cuatro –aunque contó únicamente con dos entregas–, mientras que Ion Aramendi se haría cargo de los debates. En cuanto a los resúmenes diarios, volvió el formato sin presentador para su emisión en Mitele PLUS y en las madrugadas de Telecinco, siguiendo también el canal 24 horas en Mitele. Además, desde el mes de octubre, comenzó la emisión de los Última hora los lunes, martes y miércoles en el access prime time de Telecinco con Lara Álvarez al frente.
Entre las novedades de esta edición, entró en juego la máquina de los deseos, con la que conseguirían cosas tentadoras a nivel individual o de equipo restando, en caso de aceptarlas, dinero de los 150.000 euros del premio inicial del ganador. Asimismo, se introdujo la figura del concursante infiltrado durante la primera semana, el cual no participaría realmente ni optaría al premio, sino que serviría para la prueba de inmunidad de la segunda gala, consiguiéndola quien lo descubriera y entrando otro concursante de pleno derecho en su lugar.
Esta fue la última edición VIP que se realizó en la casa de Guadalix de la Sierra.

### Concursantes
|                       |              | Procedencia | Edad                                            | Conocido por...         | Duración                                        | Información              |
| --------------------- | ------------ | ----------- | ----------------------------------------------- | ----------------------- | ----------------------------------------------- | ------------------------ |
|                       | Naomi Asensi | Valencia    | 28 años                                         | Participante de LIDLT 6 | 67 días                                         | Reserva / Ganadora (57%) |
| Luitingo              | Sevilla      | 33 años     | Cantante                                        | 42 / 42 días            | 6.ª expulsión / Eliminado / 2.º finalista (43%) |                          |
| Albert Infante        | Barcelona    | 25 años     | Participante de Got Talent España               | 35 / 42 días            | 5.ª expulsión / 3.er finalista                  |                          |
| Laura Bozzo           | Callao       | 72 años     | Presentadora de TV                              | 97 días                 | 4.ª finalista                                   |                          |
| Michael Terlizzi      | Milán        | 37 años     | Modelo y concursante de realities               | 94 días                 | 5.º finalista                                   |                          |
| Carmen Alcayde        | Valencia     | 50 años     | Periodista                                      | 91 días                 | 6.ª finalista                                   |                          |
| Pilar Llori           | Madrid       | 26 años     | Participante de FBoy Island                     | 28 / 28 días            | 3.ª / 12.ª expulsión                            |                          |
| Jessica Bueno         | Sevilla      | 33 años     | Modelo, Miss Sevilla 2009                       | 77 días                 | 11.ª expulsión                                  |                          |
| Zeus Montiel          | Soria        | 40 años     | Hijo de Sara Montiel                            | 70 días                 | 10.ª expulsión                                  |                          |
| Susana Bianca         | Las Palmas   | 31 años     | Modelo curvy                                    | 63 días                 | 4.ª / 9.ª expulsión                             |                          |
| José Antonio Avilés   | Córdoba      | 27 años     | Colaborador de TV                               | 25 días                 | Reserva / 8.ª expulsión                         |                          |
| Marta Castro          | Madrid       | 39 años     | Exmujer de Fonsi Nieto                          | 49 días                 | 7.ª expulsión                                   |                          |
| Gustavo Guillermo     | Madrid       | 53 años     | Chófer de María Teresa Campos                   | 48 días                 | Expulsión disciplinaria                         |                          |
| Alex Caniggia         | Buenos Aires | 30 años     | Hijo de Claudio Caniggia                        | 48 días                 | Expulsión disciplinaria                         |                          |
| Javier Fernández      | Madrid       | 32 años     | Patinador olímpico                              | 41 días                 | Abandono voluntario                             |                          |
| Karina                | Jaén         | 77 años     | Cantante                                        | 24 días                 | Abandono voluntario                             |                          |
| Sol Macaluso          | Buenos Aires | 28 años     | Periodista                                      | 21 días                 | 2.ª expulsión                                   |                          |
| Oriana Marzoli*       | Madrid       | 31 años     | Tronista de MyHyV                               | 15 días                 | Abandono voluntario                             |                          |
| Luca Dazi             | Barcelona    | 19 años     | Concursante de MasterChef 11                    | 14 días                 | 1.ª expulsión                                   |                          |
| Pedro García Aguado*  | Madrid       | 54 años     | Coach y presentador de TV                       | 7 días                  | Infiltrado                                      |                          |
| Aspirantes eliminados |              |             |                                                 |                         |                                                 |                          |
| Yiya del Guillén      | Badajoz      | 36 años     | Participante de Un príncipe para tres princesas | 7 días                  | Aspirante eliminada                             |                          |

* Oriana Marzoli ya participó previamente en "Gran Hermano VIP 6".
* Pedro García Aguado fue el concursante infiltrado de la edición, guardando el secreto hasta que fuera descubierto por sus compañeros. La organización decidió darle la oportunidad de seguir formando parte del concurso una vez fue desvelado, pero él rechazó la propuesta.

### Estadísticas semanales
|               | Gala 1     | Gala 2     | Gala 2   | Gala 3                                          | Gala 4                                                                      | Gala 5                                              | Gala 6                                                         | Gala 6                                                         | Gala 7                                          | Gala 8                                             | Gala 9                                             | Gala 10                                             | Gala 10                                             | Gala 11                                                      | Gala 12                                                                       | DBT 12             | Gala 13                                                 | Gala 14                                                          | DBT 14                                              | Gala 15                           | Final                  | Final        |
| ------------- | ---------- | ---------- | -------- | ----------------------------------------------- | --------------------------------------------------------------------------- | --------------------------------------------------- | -------------------------------------------------------------- | -------------------------------------------------------------- | ----------------------------------------------- | -------------------------------------------------- | -------------------------------------------------- | --------------------------------------------------- | --------------------------------------------------- | ------------------------------------------------------------ | ----------------------------------------------------------------------------- | ------------------ | ------------------------------------------------------- | ---------------------------------------------------------------- | --------------------------------------------------- | --------------------------------- | ---------------------- | ------------ |
| Naomi         |            |            |          |                                                 |                                                                             | Aspirante                                           | Entra                                                          | Entra                                                          | Nominada                                        | Salvada                                            | Salvada                                            | Nominada                                            | Nominada                                            | Salvada                                                      | Salvada                                                                       | Salvada            | Finalista                                               | Finalista                                                        | Finalista                                           | Finalista                         | Finalista              | Ganadora     |
| Luitingo      | Entra      | Salvado    | Salvado  | Salvado                                         | Salvado                                                                     | Salvado                                             | Nominado                                                       | Nominado                                                       | Expulsado                                       |                                                    | Candidato                                          | Elim.                                               | Reg.                                                | Salvado                                                      | Nominado                                                                      | Nominado           | Finalista                                               | Finalista                                                        | Finalista                                           | Finalista                         | Finalista              | Segundo      |
| Albert        | Entra      | Salvado    | Salvado  | Inmune                                          | Nominado                                                                    | Nominado                                            | Expulsado                                                      | Expulsado                                                      |                                                 |                                                    | Candidato                                          | Repesca                                             | Repesca                                             | Salvado                                                      | Salvado                                                                       | Salvado            | Finalista                                               | Finalista                                                        | Finalista                                           | Finalista                         | Tercero                |              |
| Laura         | Entra      | Inmune     | Inmune   | Nominada                                        | Nominada                                                                    | Salvada                                             | Nominada                                                       | Nominada                                                       | Salvada                                         | Nominada                                           | Nominada                                           | Nominada                                            | Nominada                                            | Nominada                                                     | Finalista                                                                     | Nominada           | Finalista                                               | Finalista                                                        | Finalista                                           | Expulsada                         |                        |              |
| Michael       | Entra      | Salvado    | Salvado  | Nominado                                        | Salvado                                                                     | Salvado                                             | Inmune                                                         | Inmune                                                         | Salvado                                         | Nominado                                           | Nominado                                           | Nominado                                            | Nominado                                            | Nominado                                                     | Nominado                                                                      | Nominado           | Finalista                                               | Finalista                                                        | Expulsado                                           |                                   |                        |              |
| Carmen        | Entra      | Salvada    | Salvada  | Salvada                                         | Salvada                                                                     | Salvada                                             | Nominada                                                       | Nominada                                                       | Nominada                                        | Nominada                                           | Nominada                                           | Nominada                                            | Nominada                                            | Nominada                                                     | Salvada                                                                       | Salvada            | Finalista                                               | Expulsada                                                        | Visita                                              | Visita                            |                        |              |
| Pilar         | Entra      | Salvada    | Salvada  | Salvada                                         | Nominada                                                                    | Expulsada                                           |                                                                |                                                                |                                                 |                                                    | Candidata                                          | Repesca                                             | Repesca                                             | Nominada                                                     | Nominada                                                                      | Nominada           | Expulsada                                               |                                                                  | Visita                                              | Visita                            |                        |              |
| Jessica       | Entra      | Salvada    | Salvada  | Nominada                                        | Salvada                                                                     | Nominada                                            | Salvada                                                        | Salvada                                                        | Salvada                                         | Salvada                                            | Salvada                                            | Salvada                                             | Salvada                                             | Nominada                                                     | Expulsada                                                                     |                    |                                                         |                                                                  | Visita                                              | Visita                            |                        |              |
| Zeus          | Entra      | Nominado   | Nominado | Inmune                                          | Salvado                                                                     | Nominado                                            | Salvado                                                        | Salvado                                                        | Salvado                                         | Salvado                                            | Salvado                                            | Nominado                                            | Nominado                                            | Expulsado                                                    |                                                                               |                    |                                                         |                                                                  |                                                     |                                   |                        |              |
| Susana        | Entra      | Salvada    | Salvada  | Salvada                                         | Salvada                                                                     | Nominada                                            | Exp.                                                           | Reg.                                                           | Salvada                                         | Salvada                                            | Nominada                                           | Expulsada                                           | Expulsada                                           |                                                              |                                                                               |                    |                                                         |                                                                  |                                                     |                                   |                        |              |
| Avilés        |            |            |          |                                                 |                                                                             | Aspirante                                           | Entra                                                          | Entra                                                          | Salvado                                         | Nominado                                           | Expulsado                                          |                                                     |                                                     |                                                              |                                                                               |                    |                                                         |                                                                  |                                                     |                                   |                        |              |
| Marta         | Entra      | Salvada    | Salvada  | Salvada                                         | Salvada                                                                     | Salvada                                             | Salvada                                                        | Salvada                                                        | Nominada                                        | Expulsada                                          |                                                    |                                                     |                                                     |                                                              |                                                                               |                    |                                                         |                                                                  |                                                     |                                   |                        |              |
| Gustavo       | Entra      | Salvado    | Salvado  | Salvado                                         | Nominado                                                                    | Nominado                                            | Salvado                                                        | Salvado                                                        | Salvado                                         | Exp.discip.                                        |                                                    |                                                     |                                                     |                                                              |                                                                               |                    |                                                         |                                                                  | Visita                                              |                                   |                        |              |
| Álex          | Entra      | Nominado   | Nominado | Nominado                                        | Salvado                                                                     | Inmune                                              | Nominado                                                       | Nominado                                                       | Salvado                                         | Exp.discip.                                        |                                                    |                                                     |                                                     |                                                              |                                                                               |                    |                                                         |                                                                  | Visita                                              | Visita                            |                        |              |
| Javier        |            | Entra      | Entra    | Salvado                                         | Salvado                                                                     | Nominado                                            | Salvado                                                        | Salvado                                                        | Nominado                                        | Abandono                                           |                                                    |                                                     |                                                     |                                                              |                                                                               |                    |                                                         |                                                                  |                                                     |                                   |                        |              |
| Yiya          |            |            |          |                                                 |                                                                             | Aspirante                                           | Eliminada                                                      | Eliminada                                                      |                                                 |                                                    |                                                    |                                                     |                                                     |                                                              |                                                                               |                    |                                                         |                                                                  |                                                     |                                   |                        |              |
| Karina        | Entra      | Nominada   | Nominada | Nominada                                        | Salvada                                                                     | Abandono                                            |                                                                |                                                                |                                                 |                                                    |                                                    |                                                     |                                                     |                                                              |                                                                               |                    |                                                         |                                                                  |                                                     |                                   |                        |              |
| Sol           | Entra      | Salvada    | Salvada  | Nominada                                        | Expulsada                                                                   |                                                     |                                                                |                                                                |                                                 |                                                    |                                                    |                                                     |                                                     |                                                              |                                                                               |                    |                                                         |                                                                  |                                                     |                                   |                        |              |
| Oriana        | Entra      | Salvada    | Salvada  | Salvada                                         | Abandono                                                                    |                                                     |                                                                |                                                                |                                                 |                                                    |                                                    |                                                     |                                                     |                                                              |                                                                               |                    |                                                         |                                                                  |                                                     |                                   |                        |              |
| Luca          | Entra      | Nominado   | Nominado | Expulsado                                       |                                                                             |                                                     |                                                                |                                                                |                                                 |                                                    |                                                    |                                                     |                                                     |                                                              |                                                                               |                    |                                                         |                                                                  |                                                     |                                   |                        |              |
| Pedro         | Infiltrado | Infiltrado |          |                                                 |                                                                             |                                                     |                                                                |                                                                |                                                 |                                                    |                                                    |                                                     |                                                     |                                                              |                                                                               |                    |                                                         |                                                                  |                                                     |                                   |                        |              |
|               |            |            |          |                                                 |                                                                             |                                                     |                                                                |                                                                |                                                 |                                                    |                                                    |                                                     |                                                     |                                                              |                                                                               |                    |                                                         |                                                                  |                                                     |                                   |                        |              |
| Eliminados    |            |            |          | Luca 69%                                        | Sol 75%                                                                     | Pilar 64%                                           | Susana 38% (Entre 3) Albert 50,7%                              | Susana 38% (Entre 3) Albert 50,7%                              | Luitingo 67%                                    | Marta 73%                                          | Avilés 85%                                         | Susana 77%                                          | Susana 77%                                          | Zeus 54%                                                     | Jessica 54%                                                                   | Nominación anulada | Pilar 50,2%                                             | Carmen 9,7%                                                      | Michael 9,6%                                        | Laura 14%                         | Albert 27%             | Luitingo 43% |
| No eliminados |            |            |          | Álex 31% Zeus 17% (Entre 3) Karina 5% (Entre 4) | Laura 25% Álex 19% (Entre 3) Karina Jessica Michael Menos votados (Entre 6) | Gustavo 36% Albert 15% (Entre 3) Laura 9% (Entre 4) | Gustavo 49,3% Javier 7% (Entre 4) Zeus 5% Jessica 3% (Entre 6) | Gustavo 49,3% Javier 7% (Entre 4) Zeus 5% Jessica 3% (Entre 6) | Carmen 33% Laura 9% (Entre 3) Álex 5% (Entre 4) | Naomi 27% Javier 12% (Entre 3) Carmen 8% (Entre 4) | Carmen 15% Michael 8% (Entre 3) Laura 6% (Entre 4) | Michael 23% Carmen 18% (Entre 3) Laura 8% (Entre 4) | Michael 23% Carmen 18% (Entre 3) Laura 8% (Entre 4) | Laura 46% Michael 27% (Entre 3) Naomi 7% Carmen 5% (Entre 5) | Pilar 46% Laura Menos votada (Entre 3) Carmen Michael Menos votados (Entre 5) | Nominación anulada | Luitingo 49,8% Laura 27% (Entre 3) Michael 2% (Entre 4) | Michael 9,8% Laura 11,9% Albert 17,5% Luitingo 20,5% Naomi 30,6% | Laura 13,2% Albert 20,1% Luitingo 23,5% Naomi 33,6% | Albert 23% Luitingo 27% Naomi 36% | Luitingo 32% Naomi 41% | Naomi 57%    |

Los presentadores de esta octava edición son:
- Marta Flich: Galas semanales.
- Ion Aramendi: Debates.
- Lara Álvarez: Última hora.

### Episodios y audiencias

#### Galas
| Fecha      | Día    | Características del programa                                                                          | Audiencia         |
| ---------- | ------ | --- | ----------------- |
| 14/09/2023 | Jueves | Gala 1 / Presentación y entrada de los concursantes                                                   | 1 106 000 (13,4%) |
| 21/09/2023 | Jueves | Gala 2 / Entrada de Javier Fernández / Primeras nominaciones                                          | 881 000 (12,3%)   |
| 28/09/2023 | Jueves | Gala 3 / Expulsión de Luca Dazi                                                                       | 825 000 (11,6%)   |
| 05/10/2023 | Jueves | Gala 4 / Expulsión de Sol Macaluso                                                                    | 849 000 (12,2%)   |
| 12/10/2023 | Jueves | Gala 5 / Expulsión de Pilar Llori                                                                     | 850 000 (11,8%)   |
| 19/10/2023 | Jueves | Gala 6 / Expulsión y regreso de Susana Bianca y expulsión de Albert Infante / Entrada de Naomi Asensi | 1 058 000 (13,8%) |
| 26/10/2023 | Jueves | Gala 7 / Expulsión de Luitingo                                                                        | 946 000 (12,8%)   |
| 02/11/2023 | Jueves | Gala 8 / Expulsión de Marta Castro / Gala de Halloween                                                | 948 000 (12,9%)   |
| 09/11/2023 | Jueves | Gala 9 / Expulsión de José Antonio Avilés / Arranca la repesca                                        | 938 000 (12,9%)   |
| 16/11/2023 | Jueves | Gala 10 / Expulsión de Susana Bianca / Repesca de Pilar y Luitingo                                    | 931 000 (11,8%)   |
| 23/11/2023 | Jueves | Gala 11 / Expulsión de Zeus Montiel / Gala de familiares                                              | 976 000 (13,0%)   |
| 30/11/2023 | Jueves | Gala 12 / Expulsión de Jessica Bueno                                                                  | 999 000 (13,2%)   |
| 07/12/2023 | Jueves | Gala 13 / Expulsión de Pilar Llori                                                                    | 1 000 000 (12,9%) |
| 14/12/2023 | Jueves | Gala 14 / 6.ª: Carmen Alcayde                                                                         | 969 000 (13,3%)   |
| 20/12/2023 | Jueves | Gala 15 / 4.ª: Laura Bozzo                                                                            | 952 000 (12,8%)   |
| 21/12/2023 | Jueves | Final / 3.º: Albert Infante / 2.º: Luitingo                                                           | 1 160 000 (15,2%) |
| 21/12/2023 | Jueves | Victoria: Naomi Asensi                                                                                | 1 160 000 (15,2%) |

#### Debates
| Fecha      | Día     | Características del programa                                                                 | Audiencia         |
| ---------- | ------- | -------------------------------------------------------------------------------------------- | ----------------- |
| 17/09/2023 | Domingo | Debate 1 / Primeras horas de convivencia                                                     | 1 213 000 (14,2%) |
| 24/09/2023 | Domingo | Debate 2 / Salvación de Karina y Zeus                                                        | 908 000 (10,8%)   |
| 01/10/2023 | Domingo | Debate 3 / Abandono de Oriana / Salvación de Karina, Jessica y Michael                       | 1 090 000 (13,0%) |
| 08/10/2023 | Domingo | Debate 4 / Abandono de Karina / Salvación de Laura Bozzo                                     | 981 000 (11,8%)   |
| 15/10/2023 | Domingo | Debate 5 / Salvación de Jessica y Zeus / Presentación de los aspirantes Yiya, Naomi y Avilés | 837 000 (10,6%)   |
| 22/10/2023 | Domingo | Debate 6 / Salvación de Álex / Entrada de José Antonio Avilés                                | 1 040 000 (11,8%) |
| 29/10/2023 | Domingo | Debate 7 / Salvación de Carmen Alcayde                                                       | 978 000 (11,8%)   |
| 05/11/2023 | Domingo | Debate 8 / Salvación de Laura Bozzo                                                          | 991 000 (11,7%)   |
| 12/11/2023 | Domingo | Debate 9 / Repesca de Albert Infante / Salvación de Laura Bozzo                              | 988 000 (11,2%)   |
| 19/11/2023 | Domingo | Debate 10 / Salvación de Carmen Alcayde y Naomi Asensi                                       | 959 000 (11,8%)   |
| 26/11/2023 | Domingo | Debate 11 / Salvación de Carmen Alcayde y Michael Terlizzi                                   | 953 000 (10,8%)   |
| 03/12/2023 | Domingo | Debate 12 / Anulación de las nominaciones                                                    | 1 073 000 (11,8%) |
| 10/12/2023 | Domingo | Debate 13 / Elección de los jefes de campaña                                                 | 1 063 000 (11,9%) |
| 17/12/2023 | Domingo | Debate 14 / 5.º: Michael Terlizzi                                                            | 1 049 000 (11,6%) |
| 28/12/2023 | Jueves  | Debate final                                                                                 | 649 000 (8,4%)    |

#### Última hora
| Fecha      | Día       | Características del programa                           | Audiencia        |
| ---------- | --------- | ------------------------------------------------------ | ---------------- |
| 02/10/2023 | Lunes     | Última hora 1                                          | 987 000 (7,4%)   |
| 03/10/2023 | Martes    | Última hora 2                                          | 890 000 (6,8%)   |
| 04/10/2023 | Miércoles | Última hora 3                                          | 894 000 (6,9%)   |
| 10/10/2023 | Martes    | Última hora 4                                          | 948 000 (7,4%)   |
| 11/10/2023 | Miércoles | Última hora 5                                          | 811 000 (6,8%)   |
| 16/10/2023 | Lunes     | Última hora 6                                          | 905 000 (6,6%)   |
| 17/10/2023 | Martes    | Última hora 7 / Salvación de Javier Ferández           | 1 110 000 (8,2%) |
| 18/10/2023 | Miércoles | Última hora 8                                          | 899 000 (6,7%)   |
| 23/10/2023 | Lunes     | Última hora 9                                          | 908 000 (6,7%)   |
| 24/10/2023 | Martes    | Última hora 10 / Salvación de Laura Bozzo              | 942 000 (6,9%)   |
| 25/10/2023 | Miércoles | Última hora 11                                         | 864 000 (6,4%)   |
| 30/10/2023 | Lunes     | Última hora 12                                         | 973 000 (7,0%)   |
| 31/10/2023 | Martes    | Última hora 13 / Salvación de Javier Ferández          | 931 000 (7,8%)   |
| 01/11/2023 | Miércoles | Última hora 14 / Abandono de Javier Ferández           | 1 082 000 (7,8%) |
| 06/11/2023 | Lunes     | Última hora 15                                         | 955 000 (7,1%)   |
| 07/11/2023 | Martes    | Última hora 16 / Salvación de Michael Terlizzi         | 972 000 (6,9%)   |
| 08/11/2023 | Miércoles | Última hora 17                                         | 952 000 (7,1%)   |
| 13/11/2023 | Lunes     | Última hora 18                                         | 926 000 (6,5%)   |
| 14/11/2023 | Martes    | Última hora 19 / Salvación de Carmen Alcayde           | 1 070 000 (7,7%) |
| 15/11/2023 | Miércoles | Última hora 20                                         | 394 000 (9,0%)   |
| 20/11/2023 | Lunes     | Última hora 21                                         | 984 000 (7,7%)   |
| 21/11/2023 | Martes    | Última hora 22 / Salvación de Michael Terlizzi         | 985 000 (6,9%)   |
| 22/11/2023 | Miércoles | Última hora 23                                         | 1 053 000 (7,5%) |
| 27/11/2023 | Lunes     | Última hora 24                                         | 908 000 (6,4%)   |
| 28/11/2023 | Martes    | Última hora 25 / Salvación de Laura Bozzo              | 942 000 (6,7%)   |
| 29/11/2023 | Miércoles | Última hora 26                                         | 941 000 (6,8%)   |
| 04/12/2023 | Lunes     | Última hora 27                                         | 1 068 000 (7,8%) |
| 05/12/2023 | Martes    | Última Hora 28 / Salvación de Michael Terlizzi         | 1 078 000 (8,1%) |
| 06/12/2023 | Miércoles | Última hora 29                                         | 1 068 000 (7,8%) |
| 11/12/2023 | Lunes     | Última hora 30 / Elección del jefe de campaña de Naomi | 932 000 (6,8%)   |
| 12/12/2023 | Martes    | Última hora 31                                         | 1 123 000 (8,1%) |
| 13/12/2023 | Miércoles | Últimahora 32                                          | 1 116 000 (8,2%) |
| 18/12/2023 | Lunes     | Última hora 33                                         | 1 115 000 (8,0%) |
| 19/12/2023 | Martes    | Última hora 34                                         | 992 000 (7,2%)   |

## Palmarés
| Edición                      | Fecha | Presentador          | Cadena    | Ganador          | Subcampeón         | Tercero        |
| ---------------------------- | ----- | -------------------- | --------- | ---------------- | ------------------ | -------------- |
| Gran Hermano VIP: El Desafío | 2004  | Jesús Vázquez        | Telecinco | Marlène Mourreau | Juan Camus         | Rody Aragón    |
| Gran Hermano VIP 2           | 2005  | Jesús Vázquez        | Telecinco | Ivonne Armant    | Brito Arceo        | Tontxu         |
| Gran Hermano VIP 3           | 2015  | Jordi González       | Telecinco | Belén Esteban    | Aguasantas Vilches | Coman Mitogo   |
| Gran Hermano VIP 4           | 2016  | Jordi González       | Telecinco | Laura Matamoros  | Carlos Lozano      | Rappel         |
| Gran Hermano VIP 5           | 2017  | Jordi González       | Telecinco | Alyson Eckmann   | Daniela Blume      | Irma Soriano   |
| Gran Hermano VIP 6           | 2018  | Jorge Javier Vázquez | Telecinco | Miriam Saavedra  | Suso Álvarez       | El Koala       |
| Gran Hermano VIP 7           | 2019  | Jorge Javier Vázquez | Telecinco | Adara Molinero   | Alba Carrillo      | Mila Ximénez   |
| Gran Hermano VIP 8           | 2023  | Marta Flich          | Telecinco | Naomi Asensi     | Luitingo           | Albert Infante |

## Audiencias
| Edición                           | Fecha de emisión | Cadena    | Espectadores | Cuota de pantalla | Gran final        |
| --------------------------------- | ---------------- | --------- | ------------ | ----------------- | ----------------- |
| Gran Hermano VIP: Primera edición | 2004             | Telecinco | 4 294 000    | 26,9%             | 5 935 000 (36,6%) |
| Gran Hermano VIP: Segunda edición | 2005             | Telecinco | 3 968 000    | 25,7%             | 4 605 000 (33,5%) |
| Gran Hermano VIP: Tercera edición | 2015             | Telecinco | 3 989 000    | 29,9%             | 4 919 000 (35,9%) |
| Gran Hermano VIP: Cuarta edición  | 2016             | Telecinco | 2 941 000    | 23,6%             | 3 622 000 (27,0%) |
| Gran Hermano VIP: Quinta edición  | 2017             | Telecinco | 2 109 000    | 18,3%             | 2 157 000 (21,3%) |
| Gran Hermano VIP: Sexta edición   | 2018             | Telecinco | 3 123 000    | 29,7%             | 3 649 000 (32,6%) |
| Gran Hermano VIP: Séptima edición | 2019             | Telecinco | 3 257 000    | 32,3%             | 4 231 000 (38,5%) |
| Gran Hermano VIP: Octava edición  | 2023             | Telecinco | 962 000      | 12,9%             | 1 160 000 (15,2%) |